# リーサル・ウェポン3
『リーサル・ウェポン3』（Lethal Weapon 3）は、1992年にアメリカで公開されたアクション映画。

## あらすじ
ロサンゼルス市警の巡査部長・リッグス&マータフは、あるビルの駐車場に仕掛けられた爆弾を爆弾処理班を待たず勝手に解体しようとしたあげく失敗し、ビルを完全に爆破するという失態を犯す。巡査に格下げになってしまった二人は、制服でのパトロール中に輸送員に変装した強盗に遭遇、ビリーというチンピラを逮捕する。強盗たちは特殊徹甲弾「コップ・キラー」で武装していたと判明した。しかし、ビリーは取調室で何者かに殺されてしまった。マータフとともに刑事へ復帰したものの、内務調査部が動き出したことに不満なリッグス。
ある日、若者の麻薬の取引現場を発見したリッグスは逮捕を試みるが、フルオートマチックのマシンピストルによる乱射を受ける。マータフが犯人を射殺したが、それはマータフの息子の親友であった。マータフとリッグスそして内務調査部のコール警部補が、未成年の銃事件とビリーを調べるうちにある人物が浮上する。

## 登場人物
マーティン・リッグス
演 - メル・ギブソン
ロサンゼルス市警の巡査部長。
ロジャー・マータフ
演 - ダニー・グローヴァー
ロサンゼルス市警の巡査部長。生真面目な性格と誰からも信頼され愛されている人柄は相変わらず。麻薬取引の現場で銃撃を受け、反撃してやむを得ず射殺したのが息子の友人であるダリルだと知り動転、必死に救命を試みた。家族や友人を初めとしたダリルの関係者が彼の死を悲しむ葬儀の場で、母親が弔問に来たマータフに思わず平手打ちを加えるが、彼を面と向かって責める者は一人もいなかった。
ローナ・コール
演 - レネ・ルッソ
内部事件調査部の女刑事。無鉄砲で負けず嫌い。格闘技の達人。
レオ・ゲッツ
演 - ジョー・ペシ
前作から登場した人物の一人。本作では不動産屋をやっている。
ジャック・トラヴィス
演 - スチュアート・ウィルソン
元ロス市警の警官。汚職に手を染め、犯罪者となる。
マーフィ
演 - スティーヴ・ケイハン
部長。リッグスとマータフの上司。
デロリス
演 - デロリス・ホール
現金輸送車の警備員。明るい性格。カーチェイスでリッグスたちに助力して貢献した。
トリッシュ・マータフ
演 - ダーリーン・ラブ
ロジャーの妻。
リアン・マータフ
演 - トレイシー・ウルフ
ロジャーとトリッシュの娘。今作で映画出演を果たす。
ニック・マータフ
演 - デイモン・ハインズ
ロジャーとトリッシュの息子。今作では高校生。中立的な思慮深さを持っており、警官である父との仲を保ちながらも、ギャングとなったダリルとも純粋に友達付き合いをしていた。ダリルが父によって射殺されたことを知っても、ダリルを惜しみながらも「ギャングであるダリルが悪い」と考え、父を責めるようなことをしなかった。
キャリー・マータフ
演 - エボニー・スミス
ロジャーとトリッシュの娘。
タイロン
演 - グレゴリー・ミラー
トラヴィスの取引相手。
ダリル
演 - ボビー・ウィン
ニックの幼馴染。高校を中退してギャングになる。麻薬の取引で銃撃戦を起こし、そこに来たマータフにも発砲し、返り討ちで射殺されてしまう。無法者ではあったが家族や友人のニックには愛されていたようで、彼の葬式では参列者の殆どが悲しみにくれていた。
ビリー・フェルプス
演 - マーク・ペッレグリーノ
チンピラ。トラヴィスに殺害される。
スミッティ
演 - ジョン・セナティエンポ
トラヴィスの部下。
ハーマン・ウォルターズ
演 - アラン・スカーフ
警察関係者。
ステファニー・ウッズ
演 - メアリー・エレン・トレイナー
精神科医。
ハチェット
演 - ニック・チンランド
トラヴィスの部下。

## キャスト
| 役名                   | 俳優                         | 日本語吹替                                        | 日本語吹替 | 日本語吹替 |
| 役名                   | 俳優                         | ソフト版                                          | テレビ朝日版 （追加録音版） | 機内上映版 |
| ---------------------- | ---------------------------- | ------------------------------------------------- | --- | ---------- |
| マーティン・リッグス   | メル・ギブソン               | 安原義人                                          | 磯部勉 | 鈴置洋孝   |
| ロジャー・マータフ     | ダニー・グローヴァー         | 坂口芳貞                                          | 池田勝 | 田中信夫   |
| ローナ・コール         | レネ・ルッソ                 | 高島雅羅                                          | 勝生真沙子 |            |
| レオ・ゲッツ           | ジョー・ペシ                 | 青野武                                            | 樋浦勉 |            |
| ジャック・トラヴィス   | スチュアート・ウィルソン     | 池田勝                                            | 有川博 （吉見一豊） |            |
| マーフィ部長           | スティーヴ・ケイハン         | 吉水慶                                            | 塚田正昭 |            |
| デロリス               | デロリス・ホール             | さとうあい                                        | さとうあい |            |
| トリッシュ・マータフ   | ダーリーン・ラブ             | 磯辺万沙子                                        | 竹口安芸子 |            |
| リアン・マータフ       | トレイシー・ウルフ           | 引田有美                                          | 湯屋敦子 |            |
| ニック・マータフ       | デイモン・ハインズ           | 堀内賢雄                                          | 鳥海勝美 |            |
| キャリー・マータフ     | エボニー・スミス             | 岡村明美                                          | かないみか |            |
| タイロン               | グレゴリー・ミラー           | 辻親八                                            | 郷里大輔 |            |
| ハチェット             | ニック・チンランド           | 小室正幸                                          | 荒川太郎 |            |
| 若手警官               | ジェイソン・レインウォーター | 星野充昭                                          | 桜井敏治 |            |
| ハーマン・ウォルターズ | アラン・スカーフ             | 福田信昭                                          | 仲野裕 |            |
| ダリル                 | ボビー・ウィン               | 桜井敏治                                          | 柳沢栄治 |            |
| ステファニー・ウッズ   | メアリー・エレン・トレイナー | 野沢由香里                                        | 金野恵子 |            |
| ビリー・フェルプス     | マーク・ペッレグリーノ       | 立木文彦                                          | |            |
| スミッティ             | ジョン・セナティエンポ       | 荒川太郎                                          | 小野健一 |            |
| 役不明又はその他       | N/A                          | 水野龍司 田中正彦 藤本譲 叶木翔子 中博史 幹本雄之 | 手塚秀彰 後藤敦 家中宏 宝亀克寿 辻親八 大黒和広 棚田恵美子 追加録音版キャスト 井上文彦 落合弘治 上田燿司 多田野曜平 高橋英則 石田嘉代 |            |
| 日本語版スタッフ       |                              |                                                   | |            |
| プロデューサー         | N/A                          | 小川政弘                                          | |            |
| 翻訳                   | N/A                          | 石田泰子                                          | 宇津木道子 （平田勝茂） |            |
| 演出                   | N/A                          | 蕨南勝之                                          | 蕨南勝之 （福永莞爾） |            |
| 調整                   | N/A                          | 山下裕康                                          | 山田太平 |            |
| 録音                   | N/A                          | 山下裕康                                          | |            |
| 効果                   | N/A                          |                                                   | リレーション |            |
| 制作                   | N/A                          | ワーナー・ホーム・ビデオ                          | ムービーテレビジョン |            |
| 初回放送               | N/A                          |                                                   | 1995年10月8日 『日曜洋画劇場』 |            |

※テレビ朝日版は2013年1月14日にWOWOWで放映される際に、初回放送時にカットされた箇所を同一声優で追加録音した。その際、故人などの各声優の部分は別の声優が代役を務めた。

## スタッフ
- 監督：リチャード・ドナー
- 製作：ジョエル・シルバー、リチャード・ドナー
- 原案：シェーン・ブラック、ウォーレン・マーフィー
- 脚本：ジェフリー・ボーム、ロバート・マーク・ケイメン
- 撮影：ヤン・デ・ボン
- 音楽：マイケル・ケイメン、エリック・クラプトン、エルトン・ジョン
- 美術：ジェームズ・スペンサー
- 編集：ロバート・ブラウン、バトル・デイヴィス

## 作品解説

### コップ・キラー
劇中に登場する特殊徹甲弾「コップ・キラー」は、防弾チョッキはおろかドラム缶やブルドーザーのブレード部をもきれいに貫通する威力を誇る。ただし、現実世界において発射薬や弾頭に限界のある通常サイズの拳銃弾（劇中では9mm口径用）にここまでの貫通力を持つ物は存在せず、あくまでもフィクションの産物である（一部の防弾チョッキを貫通可能な拳銃弾は存在する）。

### エンディング・ロール
エンディング・ロール開始直後、またもビル爆弾事件が発生、急行したリッグスとマータフ。しかしエンドロール後、現場に着いた途端ビルが爆発。また自分たちのせいにされては敵わないと、その場から逃げ去る。テレビ朝日による放映時にはカットされていた。
作中2度のビル爆破シーンは、解体業者コントロールド・デモリッション（CDI）による取り壊し現場を映画に活用したもの。同社は特殊効果チームとしてクレジットされた。